# Saint-Sauveur-la-Pommeraye
Saint-Sauveur-la-Pommeraye település Franciaországban, Manche megyében. Lakosainak száma 401 fő (2022. január 1.). Saint-Sauveur-la-Pommeraye Folligny, Hudimesnil, Le Loreur, La Meurdraquière és Saint-Jean-des-Champs községekkel határos.

## Népesség
A település népessége az elmúlt években az alábbi módon változott:
| Lakosok száma | 306  | 247  | 272  | 308  | 321  | 346  | 376  | 402  | 408  | 401  |
|               | 1968 | 1982 | 1990 | 2006 | 2013 | 2015 | 2017 | 2019 | 2020 | 2022 |